# Yoann Paillot
Pour les articles homonymes, voir Paillot.

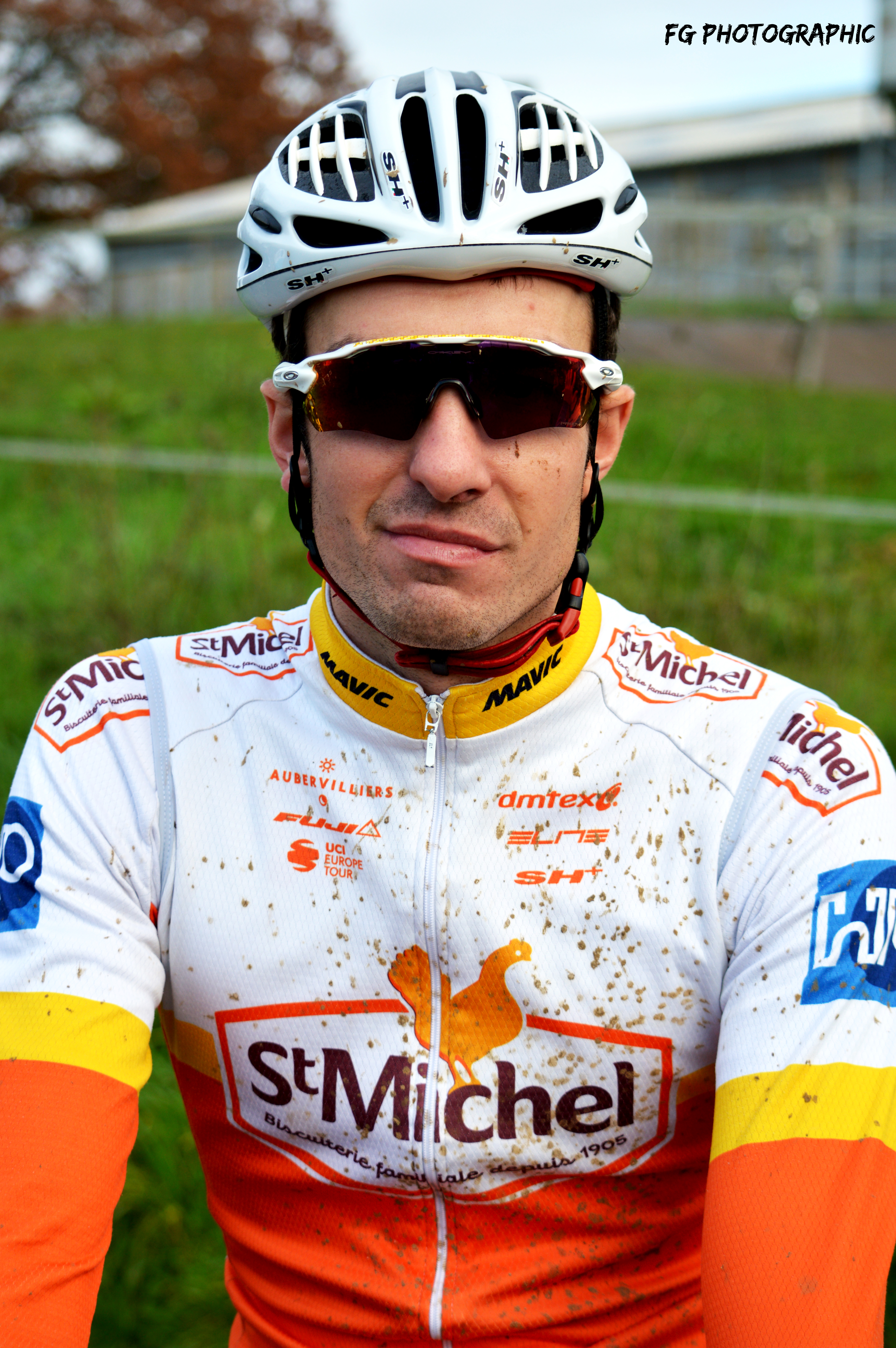
Yoann PAILLOT décembre 2018

Yoann Paillot, né le 28 mai 1991 à Angoulême, est un coureur cycliste français. En 2011, il est devenu champion d'Europe du contre-la-montre espoirs à Offida en Italie.

## Biographie

### Débuts cyclistes et carrière chez les amateurs
En 2009, Yoann Paillot est membre du CO Couronnais en catégorie juniors. Il se classe cette année-là deuxième du Chrono des Nations juniors et troisième du championnat de France du contre-la-montre de cette catégorie, et premier espoir de première année au classement.
En 2010, il passe en catégorie espoirs (moins de 23 ans) et intègre l'équipe de Division nationale 1 Mosaic-Diffusion.com-Top 16, alimentée entre autres par le CO Couronnais. Il est huitième du championnat de France du contre-la-montre espoirs cette année-là.
Il est membre de la même équipe en 2011. Vainqueur du Tour Val de Saintonge et deuxième du Grand Prix de Vassivière, un contre-la-montre comptant pour la Coupe de France des clubs, durant le mois de mai, il est sélectionné en équipe de France des moins de 23 ans. Après une première sélection lors du Tour des Pays de Savoie, il devient en juillet champion d'Europe du contre-la-montre dans cette catégorie. Aux championnats de France en août, il est deuxième du contre-la-montre espoirs, battu par Johan Le Bon. Aux championnats du monde sur route, qui ont lieu en septembre au Danemark, il se classe treizième du contre-la-montre des moins de 23 ans, un résultat qu'il juge décevant. Il termine sa saison avec une victoire au Chrono des Nations espoirs.
En 2012, il se classe troisième du championnat de France du contre-la-montre alors qu'il est encore amateur.

### Première carrière professionnelle
Au deuxième semestre 2012, Yoann Paillot est engagé comme stagiaire au sein de l'équipe continentale La Pomme Marseille et signe dans la foulée un contrat le liant à cette formation pour la saison suivante.
En tant que membre de l'équipe de France, il est médaillé d'or du contre-la-montre aux Jeux méditerranéens puis médaillé d'argent au championnat du monde du contre-la-montre espoirs le 23 septembre 2013 en Toscane (Italie). Il s'adjuge également le titre de Champion de France du contre-la-montre espoirs.
À la fin de la saison 2014, le site Internet du quotidien La Provence annonce que le coureur prolonge son contrat avec La Pomme Marseille 13.
En 2015, il remporte le contre-la-montre par équipes du Circuit des Ardennes international.

### Retour chez les amateurs
Non conservé par Marseille 13 KTM à l'issue de la saison 2015, Yoann Paillot réintègre l'équipe Océane Top 16 en 2016. Au début de l'année, il remporte le Circuit de l'Essor devant son coéquipier Mathias Le Turnier, termine second du Tour du Canton de l'Estuaire et troisième du Circuit de la vallée de la Loire. Au mois d'avril, il gagne le classement général de la Boucle de l'Artois après s'être imposé lors du contre-la-montre de cette course par étapes. En mai, il s'impose au Tour du Loiret où il glane une étape et le classement général de l'épreuve. Quelques semaines plus tard, il s'adjuge le titre de champion de France du contre-la-montre amateurs devant Jérémy Cabot et Romain Bacon. En juillet et en août, il remporte le Tour des Deux-Sèvres, termine second du Tour d'Auvergne et s'adjuge la dernière étape du Kreiz Breizh Elites. Il n'obtient pas d'autres résultats probants durant ces deux mois mais renoue avec la victoire au Chrono des Achards en septembre. Il devance à cette occasion Sébastien Fournet-Fayard et Thibault Guernalec.
Un temps annoncé dans l'éphémère équipe continentale MG Sporgagne de l'homme d'affaires nordiste Guy Mollet à la fin de l'année 2016, il reste une saison supplémentaire dans les rangs des amateurs. Dès le premier trimestre il remporte le Circuit des plages vendéennes et Nantes-Segré. Ces deux bouquets lui permettent de retrouver l'équipe de France et le cyclisme professionnel lors du Tour La Provence au mois de février et la Classic Loire-Atlantique quelques semaines plus tard. En mai, il s'adjuge le contre-la-montre de l'Essor breton et termine troisième du classement général de cette course par étapes. Le même mois, il remporte le Tour du Loiret pour la seconde fois consécutive. En juin, il gagne la première étape et le classement général de La SportBreizh (manche de la coupe de France DN1) puis décroche un nouveau titre de champion de France du contre-la-montre amateurs. En juillet et en août, il s'octroie deux victoires sur des étapes du Tour des Deux-Sèvres, la Route d'or du Poitou, la nocturne de Jarnac et le Trophée des châteaux aux Milandes.

### Seconde carrière professionnelle
Deux jours après sa douzième victoire de la saison, l'équipe Saint-Michel-Auber 93 annonce le 12 août 2017 son arrivée pour la saison 2018. Stéphane Javalet, manager de l'équipe, compte sur ses performances contre la montre pour renforcer son groupe.
Pour son retour au sein du peloton professionnel, il se classe troisième de l'Étoile de Bessèges après avoir terminé deuxième du contre-la-montre final, remporté par Tony Gallopin. Il se distingue de nouveau quelques jours plus tard dans cet exercice solitaire, 6e du prologue du Tour de la Provence. Le 4 mars, il est seulement devancé par Jérémy Lecroq sur le Grand Prix de Lillers-Souvenir Bruno Comini. En juin, il s’adjuge la sixième place du championnat de France du contre-la-montre. Un mois plus tard, il est sélectionné par Cyrille Guimard pour représenter la France en août aux championnats d'Europe de cyclisme sur route. Choisi pour participer à l'épreuve contre-la-montre, il se classe vingtième de cette course remportée par le Belge Victor Campenaerts après avoir chuté sur la deuxième partie du parcours. Quelques jours plus tard, il s'impose lors du Prix Marcel Bergereau, épreuve élite nationale, devant Geoffrey Bouchard. Toujours en août, il termine troisième du Tour Poitou-Charentes derrière Arnaud Démare et Sylvain Chavanel. Il clot sa saison sur le Chrono des Nations, 4e de l'épreuve.
Au premier trimestre 2019, il termine sixième de l'Étoile de Bessèges, dixième du contre-la-montre du Tour de La Provence et se montre à son avantage lors de la Drôme Classic où il fait partie d'une échappée qui ne sera reprise qu'à quelques dizaines de kilomètres de l'arrivée. Début juin, il est quatrième du prologue des Boucles de la Mayenne mais abandonne le lendemain au cours d’une étape disputée dans des conditions dantesques. Il est également quatrième du championnat de France de contre-la-montre. Fin juillet, il est sélectionné pour représenter la France aux championnats d'Europe de cyclisme sur route. Il s'adjuge à cette occasion la treizième place du contre-la-montre individuel puis termine sixième de la Polynormande, remportée par Benoît Cosnefroy, dix jours plus tard. Auteur d'un bon contre-la-montre (huitième), il prend la cinquième place au classement général du Tour Poitou-Charentes en Nouvelle-Aquitaine.
Son début de saison 2020 est contrarié par une douleur au genou. Contractée à la suite d'une chute lors du Tro Bro Leon et malgré une opération lors de l'hiver, cette gêne le contraint à déclarer forfait à la veille de l’Étoile de Bessèges, premier objectif de son année. Il épingle son premier dossard sur Tour des Alpes-Maritimes et du Var (66e au général). Il ne prend ensuite part qu'à trois courses d'un jour avant que la saison ne soit suspendue à cause de la pandémie de Covid-19. Il revient à la compétition sur une épreuve FFC lors du contre-la-montre de Lignières le 26 juillet, qu'il remporte devant Kévin Vauquelin. Au niveau UCI, il prend le départ de la Route d'Occitanie et du Tour de l'Ain avant de se classer 4e du championnat de France du contre-la-montre remporté par Rémi Cavagna. Toujours en août, sa onzième place lors du contre-la-montre du Tour Poitou-Charentes en Nouvelle-Aquitaine lui permet de se hisser à la 9e place du classement général final de cette course.
Il vit une saison 2021 compliquée, perturbée par des problèmes de santé. Il connaît une petite éclaircie en août, 13e du Tour Poitou-Charentes en Nouvelle-Aquitaine. Le 25 novembre, son équipe annonce sa prolongation pour la saison 2022, son profil lui permettant de s'exprimer dans différentes configurations, lors d'échappées au long cours, au service du dispositif sprint, lors des contre-la-montres ou sur les courses par étapes en proposant un.
Affaibli par le Covid lors du début de saison 2022, il n'obtient pas les résultats escomptés. Victime d'une chute en avril où il se blesse au genou, il ne court pas pendant plusieurs semaines, entre le 1er avril sur la Route Adélie de Vitré (54e) et le 14 mai sur le Grand Prix du Morbihan (abandon). Sur la deuxième partie de saison, il espère pouvoir se distinguer sur le Tour Poitou-Charentes en Nouvelle-Aquitaine mais tombe malade quelques jours auparavant et n'y participe pas. Le 6 septembre, il concède avoir réalisé une saison médiocre, entravée par les blessures et les maladies. Il n'est pas  conservé au sein de l'effectif de la formation Saint-Michel Auber 93 en fin de saison.

### Nouveau retour chez les amateurs et découverte du paracyclisme
En 2023, il fait son retour chez les amateurs et signe avec l'équipe Morbihan Fybolia GOA. Au cours de cette saison, il devient champion de France du contre-la-montre masters 1 (30-34 ans). Il se classe également troisième du championnat de France du contre-la-montre amateurs et remporte une étape de la Route Vendéenne.
Il quitte la formation bretonne Morbihan Fybolia GOA en fin d'année et s'engage avec le club d'Angoulême en 2024. Il devient également le pilote d'Alexandre Lloveras avec qui il espère participer aux Jeux paralympiques de Paris. Pour ses premiers pas en paracyclisme, il gagne le titre de champion de France du contre-la-montre au mois de février. Dans le cadre de sa préparation pour les Jeux paralympiques, il participe à de nombreuses épreuves "open". Il s'impose d'ailleurs à plusieurs reprises dans cette catégorie et remporte notamment  le Tour de la CDC Sud-Gironde à Sauternes, la dix-septième édition du souvenir Robert Desbats à Saint Aubin de Médoc ou encore le Prix Cycliste De Rouillac. Il s'adjuge également le Contre-la-montre du Rouillacais et le Grand Prix d'Oradour-sur-Vayres, deux épreuves d'un niveau plus élevé, au mois de juillet.
Avec Alexandre Lloveras, il est médaillé de bronze de la course en ligne catégorie B et quatrième du contre-la-montre aux Jeux paralympiques de 2024 à Paris.

## Palmarès sur route
- 2009
  - 2e du Chrono des Nations juniors
  - 3e du championnat de France du contre-la-montre juniors
- 2010
  - Prix de Léguillac-de-Cercles
- 2011
  -  Champion d'Europe du contre-la-montre espoirs
  - Tour Val de Saintonge :
    - Classement général
    - 2e étape (contre-la-montre)

  - Chrono des Nations espoirs
  - 2e du Grand Prix de Vassivière
  - 2e du Grand Prix de Nedde
  - 2e du championnat de France du contre-la-montre espoirs
  - 2e du Chrono Châtelleraudais
- 2012
  - 2e étape de Loire-Atlantique Espoirs (contre-la-montre)
  - 3e étape du Tour de Mareuil-Verteillac-Ribérac (contre-la-montre)
  - 2ea étape du Tour des Deux-Sèvres (contre-la-montre)
  - Chrono des Nations-Les Herbiers-Vendée espoirs
  - 2e des Boucles Gersoises
  - 2e du Kreiz Breizh Elites
  - 3e du Grand Prix de Buxerolles
  - 3e de Loire-Atlantique Espoirs
  - 3e du championnat de France du contre-la-montre
  - 6e du championnat d'Europe du contre-la-montre espoirs
- 2013
  -  Champion de France du contre-la-montre espoirs
  -  Médaillé d'or du contre-la-montre aux Jeux méditerranéens
  -  Médaillé d'argent au championnat du monde du contre-la-montre espoirs
- 2015
  - 3ea étape du Circuit des Ardennes international (contre-la-montre par équipes)
- 2016
  -  Champion de France du contre-la-montre amateurs
  - Circuit de l'Essor
  - Boucle de l'Artois :
    - Classement général
    - 2e étape (contre-la-montre)

  - Tour du Loiret :
    - Classement général
    - 4e étape (contre-la-montre)

  - Tour des Deux-Sèvres :
    - Classement général
    - 1re (contre-la-montre par équipes) et 4ea (contre-la-montre) étapes

  - 4e étape du Kreiz Breizh Elites
  - Grand Prix de Puy-l'Évêque
  - Chrono des Achards
  - 2e du Tour du Canton de l'Estuaire
  - 2e du Tour d'Auvergne
  - 2e du Grand Prix de Champniers
  - 2e de la Route d'Or du Poitou
  - 3e du Circuit de la Vallée de la Loire
  - 3e du Circuit boussaquin
  - 3e du Critérium des Deux Vallées
  - 3e du Grand Prix de Périssac
- 2017
  -  Champion de France du contre-la-montre amateurs
  - 3e étape du Circuit des plages vendéennes
  - Nantes-Segré
  - 2e étape de l'Essor breton (contre-la-montre)
  - Tour du Loiret :
    - Classement général
    - 3e étape (contre-la-montre)

  - La SportBreizh :
    - Classement général
    - 1re étape (contre-la-montre)

  - 1er (contre-la-montre par équipes) et 4ea étapes (contre-la-montre) du Tour des Deux-Sèvres
  - Route d'Or du Poitou
  - Nocturne de Jarnac
  - Trophée des Châteaux aux Milandes
  - 2e étape du Saint-Brieuc Agglo Tour (contre-la-montre)
  - 3e étape du Tour du Piémont pyrénéen
  - 2e de l'Essor basque
  - 2e de Le Poinçonnet-Limoges
  - 2e du championnat de France du contre-la-montre
  - 2e du Saint-Brieuc Agglo Tour
  - 3e du Tour de Basse-Navarre
  - 3e de la Ronde du Pays basque
  - 3e du Grand Prix de Buxerolles
  - 3e de l'Essor breton
  - 3e du Grand Prix d'Authon-Ebéon
- 2018
  - Le Poinçonnet-Limoges
  - Prix Marcel Bergereau
  - 2e du Grand Prix de Lillers-Souvenir Bruno Comini
  - 3e de l'Étoile de Bessèges
  - 3e du Tour du Poitou-Charentes
- 2019
  - 2e du Mémorial d'Automne
  - 3e du Prix Marcel Bergereau
- 2020
  - Contre-la-montre de Lignières
- 2023
  -  Champion de France du contre-la-montre masters 1 (30-34 ans)
  - 3e étape de la Route Vendéenne (contre-la-montre par équipes)
  - 3e de la Route Vendéenne
  - 3e du championnat de France du contre-la-montre amateurs
- 2024
  - Contre-la-montre du Rouillacais
  - Grand Prix d'Oradour-sur-Vayres
  - 2e du Circuit de Haute Saintonge
  - 2e du Grand Prix de Villejésus
  - 3e du championnat de Nouvelle-Aquitaine sur route
- 2025
  -  Champion de France du contre-la-montre masters 1 (30-34 ans)
  - Champion de Nouvelle-Aquitaine du contre-la-montre
  - Grand Prix Fouchy
  - Grand Prix de Villebois-Lavalette
  - Contre-la-montre du Rouillacais
  - 3e de la Ronde de la Côle

## Classements mondiaux
| Année                                 | 2011 | 2012 | 2013 | 2014 | 2015  | 2016  | 2017  | 2018 | 2019 | 2020 |
| ------------------------------------- | ---- | ---- | ---- | ---- | ----- | ----- | ----- | ---- | ---- | ---- |
| Classement mondial                    |      |      |      |      |       | 1712e | 1157e | 314e | 548e | 772e |
| UCI Europe Tour                       | 559e | 280e | 493e | 934e | 1173e | 1137e | 744e  | 161e | 418e | 616e |
| UCI Asia Tour                         | nc   | nc   | 315e | 368e | 341e  | nc    | nc    | nc   |      |      |
|                                       |      |      |      |      |       |       |       |      |      |      |
| Légende : nc = non classéSource : UCI |      |      |      |      |       |       |       |      |      |      |

## Palmarès handisport

### Jeux paralympiques
- Jeux paralympiques d'été de 2024 à Paris,  France
  -  Médaille de bronze de la course en ligne - B, avec Alexandre Lloveras

## Distinction
- Lauréat du classement Vélo 101-Powertap.fr 2016[40]

## Décorations
- Chevalier de l'ordre national du Mérite (2024)[41]